# Фузета
Фузе́та (порт. Fuseta) — район (фрегезия) в Португалии, входит в округ Фару. Является составной частью муниципалитета Ольян. По старому административному делению входил в провинцию Алгарве (регион). Входит в экономико-статистический субрегион Алгарве, который входит в Алгарве. Население составляет 2146 человек на 2001 год. Занимает площадь 0,36 км².
Покровителем района считается Дева Мария (порт. Maria).